# Indische Cricket-Nationalmannschaft in Neuseeland in der Saison 1967/68
Die Tour der indischen Cricket-Nationalmannschaft nach Neuseeland in der Saison 1967/68 fand vom 19. Februar bis zum 12. März 1968 statt. Die internationale Cricket-Tour war Bestandteil der Internationalen Cricket-Saison 1967/68 und umfasste vier Tests. Indien gewann die Serie 3–1.

## Vorgeschichte
Indien bestritt zuvor eine Tour in Australien, für Neuseeland war es die erste Tour der Saison.
Das letzte Aufeinandertreffen der beiden Mannschaften bei einer Tour fand in der Saison 1964/65 in Indien statt.

## Stadien
Die folgenden Stadien wurden für die Tour als Austragungsort vorgesehen.
| Stadion        | Stadt        | Kapazität | Spiele  |
| -------------- | ------------ | --------- | ------- |
| Eden Park      | Auckland     | 50.000    | 4. Test |
| Lancaster Park | Christchurch | 38.628    | 2. Test |
| Carisbrook     | Dunedin      | 29.000    | 1. Test |
| Basin Reserve  | Wellington   | 11.000    | 3. Test |

## Kaderlisten
Die Mannschaften benannten die folgenden Kader.
| Test | Test |
| Neuseeland | Indien |
| --- | --- |
| - Barry Sinclair (K) - Graham Dowling (VK) - Jack Alabaster - Gary Bartlett - Mark Burgess - Richard Collinge - Bevan Congdon - Roy Harford (wk) - Dick Motz - Bruce Murray - Vic Pollard - Bruce Taylor - Keith Thomson - John Ward (wk) - Bryan Yuile | - Nawab of Pataudi (K) - Syed Abid Ali - Bishan Bedi - Chandu Borde - Ramakant Desai - Farokh Engineer (wk) - Motganhalli Jaisimha - Umesh Kulkarni - Bapu Nadkarni - Erapalli Prasanna - Venkataraman Subramanya - Rusi Surti - Ajit Wadekar |

## Tests

### Erster Test in Dunedin
| 15. – 20. Februar Scorecard | Dunedin | Neuseeland 350 (157.3) & 208 (104) | – | Indien 359 (124) & 200-5 (74.4) |
|                             |         | Indien gewinnt mit 5 Wickets       |   |                                 |

Neuseeland gewann den Münzwurf und entschied sich als Schlagmannschaft zu beginnen.

### Zweiter Test in Christchurch
| 22. – 27. Februar Scorecard | Christchurch | Neuseeland 502 (186.3) & 88-4 (40.4) | – | Indien 288 (92.2) & 301 (98.5) (f/o) |
|                             |              | Neuseeland gewinnt mit 6 Wickets     |   |                                      |

Indien gewann den Münzwurf und entschied sich als Feldmannschaft zu beginnen.

### Dritter Test in Wellington
| 29. Februar – 4. März Scorecard | Wellington | Neuseeland 186 (89.2) & 199 (81.2) | – | Indien 327 (108.1) & 59-2 (13.3) |
|                                 |            | Indien gewinnt mit 8 Wickets       |   |                                  |

Neuseeland gewann den Münzwurf und entschied sich als Schlagmannschaft zu beginnen.

### Vierter Test in Auckland
| 7. – 12. März Scorecard | Auckland | Indien 252 (90.4) & 261-5d (96) | – | Neuseeland 140 (77.1) & 101 (61.4) |
|                         |          | Indien gewinnt mit 272 Runs     |   |                                    |

Neuseeland gewann den Münzwurf und entschied sich als Feldmannschaft zu beginnen.